# The Dirt
The Dirt és una pel·lícula biogràfica dels Estats Units del 20198 dirigida per Jeff Tremaine sobre la banda de glam metal Mötley Crüe.

## Sinopsi
La pel·lícula narra l'ascensió del grup de glam metal Mötley Crüe des de la joventut del baixista Nikki Sixx fins als períodes de crisis que va tenir el grup a principis dels anys 1990.

## Repartiment
- Douglas Booth com a Nikki Sixx, baixista de Mötley Crüe
- Iwan Rheon com a Mick Mars, guitarrista de Mötley Crüe
- Machine Gun Kelly com a Tommy Lee, baterista de Mötley Crüe
- Daniel Webber com a Vince Neil, el vocalista de Mötley Crüe
- Tony Cavalero como Ozzy Osbourne, ex vocalista de Black Sabbath, qui lluitava contra l'addicció a les drogues i va encapçalar una de les gires de Mötley Crüe
- Anthony Vincent Valbiro com a John Corabi, el segon vocalista de Mötley Crüe després que se n'anés Vince Neil
- Rebekah Graf com a Heather Locklear, un actriu i possible dona de Lee
- Leven Rambin com a Sharise Neil, ex esposa de Vince
- David Costabile com a Doc McGhee, el mànager de Mötley Crüe
- Pete Davidson com a Tom Zutaut, executiu Elektra Records
- Christian Gehring com a David Lee Roth, cantant principal de Van Halen
- Courtney Dietz com a Athena Lee, la germana petita de Tommy
- Joe Chrest com a David Lee, pare de Tommy
- Kathryn Morris com a Voula Lee, mare de Tommy
- Joshua Mikel com a Dealer, el venedor de drogues de Nikki Sixx